# Schiava della moda
Schiava della moda (A Slave of Fashion) è un film muto del 1925 diretto da Hobart Henley e interpretato da Norma Shearer.
Un piccolo ruolo da modella anche per la ventenne Joan Crawford qui alla sua seconda apparizione cinematografica.

## Trama
Katherine Emerson, una provinciale di belle speranze, lascia finalmente la sua cittadina per partire alla volta di New York, ansiosa di acquisire un più alto livello di vita. Il treno su cui si trova Katherine è coinvolto in un incidente e una passeggera rimane uccisa. La borsa della morta viene recuperata da Katherine che trova una lettera di un amico che la invita a occupare il suo elegante appartamento di New York durante la sua assenza di sei mesi. La lettera dà a Katherine l'idea di prendere il posto della donna uccisa e così decide di presentarsi come fosse lei. Occupato l'appartamento, comincia a curare la sua immagine, comprando dei bei vestiti e cambiando il proprio look, tanto da diventare una delle donne più belle e eleganti di tutta la città. I suoi genitori, però, un bel giorno le fanno la sorpresa di una visita: imbarazzata, Katherine inventa di essersi sposata con Nicolas, il proprietario dell'appartamento. I suoi non apprezzano che la figlia viva sola e mandano un cablo al supposto marito per farlo ritornare. Nicholas è strabiliato a vedere la sconosciuta a casa sua, ma non la tradisce. Si diverte a metterla in imbarazzo ogni volta che può, e piano piano si innamora di lei. Quando Katherine confessa ai genitori la verità e si prepara ad andarsene, l'uomo la invita a restare, sposandola.

## Produzione
Il titolo originale film, prodotto dalla MGM e girato negli studi di Culver City delle Metro-Goldwyn-Mayer, doveva essere Nothing to Wear.

## Distribuzione
Il copyright del film, richiesto dalla Metro-Goldwyn Pictures Corp., fu registrato il 22 luglio 1925 con il numero LP21673.
Distribuito dalla MGM, il film uscì nelle sale statunitensi il 23 agosto 1925. La pellicola è considerata perduta.

### Date di uscita
IMDb
- USA	20 luglio 1925	 (New York City, New York)
- USA	23 agosto 1925
- Finlandia	27 settembre 1926
- Portogallo	25 gennaio 1928

Alias
- A Escrava da Moda	Portogallo
- Lo que toda mujer quiere	 Spagna